# 대사체
대사체(metabolome)는 대사회로의 총체를 말한다. 일반적으로 네트워크 형태로 나타낸다.

## 같이 보기
- 대사유체
- 유전체
- 단백체
- 전사체
- 상호작용체
- 생리체
- 변이체